# Funk metal
Funk metal er en metalgenrer der fusionerer de to genrer heavy metal og funk. Allmusic har påstået at, "funk metal udviklede sig i midt-80’erne da alternative bands som Red Hot Chili Peppers og Fishbone begyndte at spille blandingen med en stærkere understøttelse af funk end metal." Faith No More er også blevet beskrevet som funk metal der rodede rundt i rap metal. Rage Against the Machine’s mix af funk og metal indeholder ikke bare rap, men også dele af punk rock. Living Colour er blevet citeret af Rolling Stone som ”Mørk-funk-metal banebrydere.”